# Idee w Rosji
Idei v Rossii = Idee w Rosji = Ideas in Russia. Leksykon rosyjsko-polsko-angielski – praca zbiorowa wydana w języku polskim, angielskim i rosyjskim od 1999 roku. 
Wydawcą jest Interdyscyplinarny Zespół Badań Sowietologicznych Uniwersytetu Łódzkiego. Pięć pierwszych tomów ukazało się pod redakcją Andrzeja de Lazari, a opracowaniem tomów 6 i 7 kierowała Justyna Kurczak. Obecnie redaktorem poszczególnych tomów jest Janusz Dobieszewski. Słownik wydawany jest systemem holenderskim. Zawiera hasła dotyczące specyficznych dla rosyjskiej cywilizacji pojęć i idei. Autorami są wybitni specjaliści z całego świata. Każde hasło opracowane jest monograficznie, zawiera też wyczerpującą bibliografię danego zagadnienia.

## Spis tomów
- Idee w Rosji = Idei v Rossii = Ideas in Russia: leksykon rosyjsko-polsko-angielski, t. 1, pod red. Andrzeja de Lazari, Warszawa: Semper 1999.
- Idei v Rossii = Idee w Rosji = Ideas in Russia: leksykon rosyjsko-polsko-angielski, t. 2, pod red. Andrzeja de Lazari, Łódź: „Ibidem” 2000.
- Idei v Rossii = Idee w Rosji: leksykon rosyjsko-polsko-angielski, t. 3, pod red. Andrzeja de Lazari, Łódź: „Ibidem” 2000.
- Idei v Rossii = Idee w Rosji = Ideas in Russia: leksykon rosyjsko-polsko-angielski, t. 4, pod red. Andrzeja de Lazari, Łódź: „Ibidem” 2001.
- Idei v Rossii = Idee w Rosji: leksykon rosyjsko-polsko-angielski, t. 5, pod red. Andrzeja de Lazari, Łódź: „Ibidem” 2003.
- Idei v Rossii = Idee w Rosji = Ideas in Russia: leksykon rosyjsko-polsko-angielski, t. 6, pod red. Justyny Kurczak, Łódź: Wydawnictwo Ibidem 2007.
- Idei v Rossii = Idee w Rosji = Ideas in Russia: leksykon rosyjsko-polsko-angielski, t. 7, pod red. Justyny Kurczak,Łódź: Wydawnictwo Ibidem 2009.
- Idei v Rossii = Idee w Rosji = Ideas in Russia: leksykon rosyjsko-polsko-angielski, t. 8, pod red. Janusza Dobiszewskiego, Łódź: Wydawnictwo Ibidem 2014.
- Idei v Rossii = Idee w Rosji = Ideas in Russia: leksykon rosyjsko-polsko-angielski, t. 9, pod red. Janusza Dobiszewskiego, Łódź: Wydawnictwo Ibidem 2015